# Boliviana de Aviación
Boliviana de Aviación – boliwijskie narodowe linie lotnicze z siedzibą w Cochabamba.
Agencja ratingowa Skytrax przyznała liniom dwie gwiazdki.

## Flota
Flota linii Boliviana de Aviación w styczniu 2016 roku.
| Model              | Ilość | Zamówienia |
| ------------------ | ----- | ---------- |
| Boeing 737-300     | 12    | 0          |
| Boeing 737-700     | 3     | 9          |
| Boeing 737-800     | 2     | 3          |
| Boeing 767-300ER   | 2     | 2          |
| Bombardier CRJ-200 | 1     | 1          |